# Life (Conrad Sewell)
Life è il primo album in studio del cantautore australiano Conrad Sewell, pubblicato il 17 maggio 2019.

## Tracce
1. Testify – 2:06
2. Changing – 3:27
3. Healing Hands – 4:10
4. Big World – 3:55
5. Neighbourhood – 3:34
6. Life – 3:22
7. Love Me Anyway – 3:17
8. Light in the Dark – 3:09
9. Come Clean – 3:05
10. Unbound – 3:48
11. Belong – 3:01
12. Turn of the Knife – 4:10
13. How to Love a Ghost – 3:39
14. City of Angels – 3:18
15. Start Again – 3:41